# Skin of Tears
Skin of Tears est un groupe allemand de skate punk, originaire de Wermelskirchen. Initialement un quatuor, le groupe joue depuis 1996 comme trio. Leur nom se traduit par « tromper pour des larmes ». Le groupe se sépare en 2007, mais se reforme en été 2012.

## Histoire
Skin of Tears est formé en octobre 1991 en tant que quatuor à Wermelskirchen, pour mélanger par la suite le punk mélodique et le punk hardcore avec des éléments de style de différents autres genres musicaux comme le reggae, la rumba, la polka et le grunge. En 1995, le split-single avec Gigantor donne lieu à leur première publication, suivie la même année, après la signature avec le label Lost and Found, du maxi-CD Blinded et de l'album Shit Happens, qui se vendra à plus de 6 000 exemplaires. En 1996, Skin of Tears joue en première partie du groupe canadien Propagandhi (du label Fat Wreck Chords) lors de leur tournée européenne et donne ainsi son 200e concert. La même année, Carsten Dombrowski, l'un des guitaristes, quitte le groupe sans être remplacé par un autre musicien.
Après un désaccord entre le groupe et son label Lost and Found en 1997, le groupe quitte ce label en conflit. L'album Up the Cups, enregistré par la suite, est publié qu'en 1999 sur le nouveau label du groupe, Rubble the Cat Records, en raison de litiges avec Lost and Found. Les années 1999 et 2000 sont principalement remplies de concerts en Europe, notamment en Belgique, aux Pays-Bas, en Angleterre, en Suisse et en Allemagne. Ils donnent des concerts avec Bad Religion, Strung Out, No Use for a Name, Lagwagon, Rancid et Shelter et participent à des festivals comme Bizarre, Rock am See, Groezrock et Ignore. En Angleterre, Hectic Records sort l'album Up the Cups, à la suite duquel une courte tournée britannique est entreprise. L'album suivant, Out of Line, est publié par Vitaminepillen-Records en collaboration avec Rubble the Cat. Ses 12 chansons couvrent musicalement le domaine stylistique du pop punk, du ska et du hardcore.
La tournée en Indonésie prévue pour l'automne 2001 n'a pu avoir lieu dans son intégralité en raison des attentats du 11 septembre 2001. Seuls deux des huit concerts initialement prévus ont lieu. Les concerts ont lieu au Dago Tea House à Bandung, et dans le gymnase de l'université de Jakarta. L'album After Eighties, sorti en 2002 et contenant des reprises de chansons à succès des années 1980 adaptées au style du groupe, atteint la 9e place dans le classement des albums Alternative DAT 20. La même année, Up the Cups sort au Brésil chez Barulho Records, et contribue à plusieurs compilations. Une autre tournée européenne suit en Allemagne, en Belgique, en Suisse, en France et en Espagne, avec des concerts avec les Donots, Heideroosjes et Bad Religion.
À la fin de l'année 2002, ils contribuent à d'autres compilations, par exemple sur la compilation Punk it, publiée au Japon par Imperial Records / JVC. En 2003, Out of Line sort sur ce label au Japon, et contribue aux chansons des épisodes 2 à 4 de la série de compilations Punk it du même label. Les compilations et l'album de Skin of Tears Out of Line se classent dans les hit-parades japonais. De mai à juin 2003, une autre tournée européenne a lieu avec les groupes Shandon et 5DaysOff, qui publient sur le même label. En février 2004, l'album studio Ass It Is sort en Allemagne chez Vitaminpillen et Rubble the Cat Records. Un changement de line-up a lieu mi-2004, avec le départ du bassiste Christian Schwandt et son remplacement par Andreas Kohl. En 2004, le groupe est représenté, entre autres, sur le sampler Too Much Hard Work, sorti en Angleterre, ainsi que sur Best of Punk It au Japon.
En 2005, deux concerts ont lieu en Russie, à Moscou et à Saint-Pétersbourg. En 2006, Skin of Tears enregistre quatre chansons nouvellement écrites. Deux d'entre elles font partie de la compilation Smalltownsounds. Après 16 ans, 5 albums et de nombreux concerts, le groupe s'arrête en 2007. Les raisons invoquées sont des projets de vie différents et le travail intensif et épuisant avec le groupe. Toto jouera de la guitare dans le groupe Chefdenker de 2007 à 2008 ; il participera aussi à Rubber Soul, un cover band commercial des Beatles, ainsi qu'à un autre cover band. Andi lance son projet solo Quickpunch en 2007.
Cinq ans plus tard, en 2012, Skin of Tears se reforme avec les membres fondateurs Toto Löhnert, Andreas Buschorn et Christian Schwandt. Un premier concert dans leur ville natale de Wermelskirchen se déroule à guichets fermés. Depuis, Skin of Tears donne divers concerts, notamment avec Bad Religion, Lagwagon, Mad Caddies et Strike Anywhere. Le 28 avril 2016, ils sortent l'album Fake My Day, fêtant les 25 ans du groupe.

## Discographie

### Albums studio
- 1990 : Life as I Know It (mini cassette démo)
- 1995 : Blinded (CD-maxi single ; L&F Records)
- 1995 : Shit Happens (vinyle ; L&F Records)
- 1999 : Up the Cups (album)
- 1999 : Split avec Bambix (CD)[9]
- 2001 : Out of Line (CD/vinyle)
- 2002 : After Eighties (CD)
- 2004 : Ass It Is (CD)
- 2016 : Fake My Day (vinyle, CD)